# Тэуций-Мэгерэуш
Тэуций-Мэгерэуш (рум. Tăuții-Măgherăuș, венг. Miszmogyorós) — город в Румынии в составе жудеца Марамуреш.

## История
Деревня в этих местах существовала как минимум с XIV века. За свою историю она не раз меняла название: в 1424 году она упомянута как «Monyoros», в 1490 — как «Monyaros», в 1493 — как «Kysmonyoros» и «Naghmonyoros», в 1750 — как «Magyaros», в 1760—1762 — как «Kis-Tótfalu», в 1808 — как «Tótfalu (Kis-)», в 1828 — как «Misz Mogyoros (Nagy)», в 1851 — как «Mogyorós».